# Kim So-eun
Kim So-eun (김소은?, 金昭誾?, Gim So-eunLR, Kim SoŭnMR; Namyangju, 6 settembre 1989) è un'attrice sudcoreana.

## Biografia
Kim So-eun debutta come attrice nel film del 2004 Two Guys, interpretando un piccolo ruolo. Appare poi in parti minori in televisione e al cinema, per esempio in Jamaebada (Sisters of the Sea) e U-ahan segye (The Show Must Go On). Raggiunge la fama nel 2009 con il ruolo di supporto dell'amica della protagonista nel serial di successo Kkotboda namja (Boys Over Flowers). Successivamente viene lodata per la sua versatilità nell'interpretare la regina Heonae di Goryeo da giovane nel drama storico Cheonchu taehu (Empress Cheonchu), per il quale impara a tirare con l'arco mentre cavalca. Più tardi quello stesso anno, si unisce al cast del serial romantico Gyeolhon mothaneun namja (He Who Can't Marry), remake del dorama Kekkon dekinai otoko.
Il primo ruolo da protagonista arriva nel 2010 con il drama Baram bur-eo joh-eunnal (A Good Day for the Wind to Blow), che la eleva a icona dell'onda coreana. Segue un altro serial, Cheonbeon-ui immatchum (A Thousand Kisses), dal 2011 al 2012.
Nel 2012, Kim ha il ruolo principale nella serie televisiva cinese Mimi tianshi (Secret Angel). Torna sugli schermi coreani nel drama via cavo Happy Ending e, sempre nel 2012, partecipa a Geu yeoja jagsa, geu namja jaggog (Music and Lyrics), un reality show in cui un'attrice e un musicista vengono affiancati per collaborare, rispettivamente come paroliere e compositore, per creare una canzone. Per il programma, Kim lavora con Lee Junho dei 2PM realizzando il brano "Love is Sad", pubblicato da Lee come singolo e incluso nella colonna sonora di Sindeur-ui manchan (Feast of the Gods).
Dopo aver interpretato la principessa Sukhwi nel drama storico Ma-ui (The King's Doctor, 2012-2013), Kim è protagonista di Bang-gwa hu bokbulbok (After School: Lucky Or Not), una serie distribuita online da SK Telecom. Lei e Victoria delle f(x) vengono poi scelte per presentare Glitter, un varietà sulla vita dei ventenni alla moda.
Nel 2014, Kim torna al cinema nell'horror Sonyeogoedam (Mourning Grave), dove riveste il ruolo di una ragazza fantasma che fa amicizia con un liceale che può vedere gli spiriti. Segue la parte da protagonista nel serial Liar Game, adattamento dell'omonimo manga giapponese di Shinobu Kaitani. In seguito, Kim entra nella quarta stagione del reality show Uri gyeolhonhaess-eo-yo (We Got Married), dove viene affiancata da Song Jae-rim, insieme al quale finge di essere una coppia sposata. La permanenza nello show viene interrotta dopo nove mesi, con l'ultimo episodio, il trentottesimo, trasmesso il 13 giugno 2015.
Ad aprile 2015, entra nel cast del film cino-coreano Xiri lianren con Aaron Yan e Song Yang, mai girato, mentre in estate interpreta la nobildonna Choi Hye-ryung nel drama storico-soprannaturale Bam-eul ganneun seonbi (The Scholar Who Walks the Night), basato sull'omonimo manhwa scritto da Jo Joo-hee, illustrato da Han Seung-hee e pubblicato dalla Seoul Cultural a partire dal 2012. In seguito, recita nel web drama Dojeon-e banhada con Xiumin degli EXO e sostituisce Yoo In-na come DJ radiofonica del programma Volume Up su KBS Cool FM dal 7 dicembre al 31 gennaio 2016. A marzo viene comunicata la sua partecipazione alla seconda stagione della webserie Dugundugun spike con Lee Won-geun, mentre a luglio entra nel cast del serial Uri Gap-soon-i nel ruolo della protagonista dopo il ritiro di Lee Ha-na; il drama la vede affiancata nuovamente a Song Jae-rim nella parte del protagonista maschile.

## Filmografia

### Cinema
- Two Guys (투가이즈?), regia di Park Hyun-soo (2004)
- Modudeul, goenchanh-a-yo? (모두들, 괜찮아요??), regia di Nam Seon-ho (2006)
- Fly, Daddy (플라이대디?), regia di Choi Jong-tae (2006)
- U-ahan segye (우아한 세계?), regia di Han Jae-rim (2007)
- Du saram-ida (두 사람이다?), regia di Nayato Fio Nuala e Oh Ki-hwan (2007)
- Sonyeogoedam (소녀괴담?), regia di Oh In-chun (2014)
- Yupojadeul (유포자들?), regia di Hong Seok-gu (2022)

### Televisione
- Jamaebada (자매바다?) – serie TV (2005)
- Seulpeun yeon-ga (슬픈연가?) – serie TV (2005)
- Cheotsarang (첫사랑?) – film TV (2006)
- Churidakyu byeolsun-geom (추리다큐 별순검?) – serie TV, episodio 1x09 (2007)
- Cheonchu taehu (千秋太后?) – serie TV (2009)
- Kkotboda namja (꽃보다 남자?) – serie TV, 23 episodi (2009?)
- Gyeolhon mothaneun namja (결혼 못하는 남자?) – serie TV, 16 episodi (2009?)
- Baram bur-eo joh-eunnal (바람 불어 좋은날?) – serie TV, 173 episodi (2010)
- Cheonbeon-ui immatchum (천번의 입맞춤?) – serie TV, 50 episodi (2011)
- Happy Ending (해피엔딩?) – serie TV, 24 episodi (2012)
- Ma-ui (마의?) – serie TV (2012-2013)
- Liar Game (라이어 게임?) – serie TV, 12 episodi (2014)
- Bam-eul geonneun seonbi (밤을 걷는 선비?) – serie TV, 18 episodi (2015)
- Uri Gap-soon-i (우리 갑순이?) – serie TV, 61 episodi (2016)
- Dangsin-eun saenggakboda gakka-i-e itda (당신은 생각보다 가까이에 있다?) – film TV (2017)
- Geu namja Oh Soo (그남자 오수?) – serie TV, 16 episodi (2018)
- Yeon-aeneun gwichanchiman oero-eun geon silh-eo! (연애는 귀찮지만 외로운 건 싫어!?) – serie TV, 10 episodi (2020)
- Wolgan jip (월간 집?) – serie TV, episodi 8-9 (2021)
- Sannammaega yonggamhage (삼남매가 용감하게?) – serie TV, 5o episodi (2022-2023)

### Web
- Mimi tianshi (秘密天使S) – webserie, 10 episodi (2012)
- Bang-gwa hu bokbulbok (방과 후 복불복?) – webserie, 12 episodi (2013)
- Dojeon-e banhada (도전에 반하다?) – webserie, 6 episodi (2015)

## Videografia
Kim So-eun è apparsa nei seguenti videoclip:
- 2005 – "Let's Separate" di Yoon Gun
- 2005 – "Bye Bye Bye" dei Monday Kiz
- 2009 – "Bodyguard" degli SHINee
- 2009 – "Goodbye My Love" degli 8Eight
- 2012 – "First Love's Melody" degli Acoustic Collabo
- 2013 – "Spring Expectation" di Lim Jae-wook

## Riconoscimenti
| Anno | Premio                   | Categoria                                                      | Ricevente                                                | Risultato       |
| ---- | ------------------------ | -------------------------------------------------------------- | -------------------------------------------------------- | --------------- |
| 2009 | Mnet 20's Choice Awards  | Nuova stella                                                   | Kkotboda namja                                           | Candidato/a     |
| 2009 | KBS Drama Awards         | Miglior nuova attrice                                          | Kkotboda namja, Gyeolhon mothaneun namja, Cheonchu taehu | Vincitore/trice |
| 2010 | KBS Drama Awards         | Premio all'eccellenza, attrice in un drama giornaliero         | Baram bur-eo joh-eunnal                                  | Candidato/a     |
| 2011 | MBC Drama Awards         | Miglior nuova attrice                                          | Cheonbeon-ui immatchum                                   | Candidato/a     |
| 2012 | MBC Drama Awards         | Miglior nuova attrice                                          | Ma-ui                                                    | Vincitore/trice |
| 2014 | Korean Wave Awards       | Premio cultura popolare                                        |                                                          | Vincitore/trice |
| 2014 | MBC Entertainment Awards | Premio nuova stella                                            | Uri gyeolhonhaess-eo-yo                                  | Vincitore/trice |
| 2014 | MBC Entertainment Awards | Premio Miglior coppia (con Song Jae-rim)                       | Uri gyeolhonhaess-eo-yo                                  | Vincitore/trice |
| 2015 | MBC Drama Awards         | Miglior nuova attrice in una miniserie                         | Bam-eul geonneun seonbi                                  | Candidato/a     |
| 2016 | SBS Drama Awards         | Premio speciale, attrice in un drama seriale                   | Uri Gap-soon-i                                           | Vincitore/trice |
| 2016 | SBS Drama Awards         | Premio Miglior coppia (con Song Jae-rim)                       | Uri Gap-soon-i                                           | Candidato/a     |
| 2016 | SBS Drama Awards         | Premio accademia degli idol – Miglior bacio (con Song Jae-rim) | Uri Gap-soon-i                                           | Candidato/a     |